# Särkänniemi
Särkänniemi är en nöjespark i Tammerfors i Finland, som invigdes 1975. I parken finns inte bara åkattraktioner, utan även akvarium, planetarium, zoo, Sara Hildéns konstmuseum samt Näsinneulatornet med en restaurang. 
År 2016 öppnades även Superpark Särkänniemi, som är en inomhusaktivitetspark. Parken har för närvarande 35 åkattraktioner. Särkänniemi är landets näst största nöjespark efter Borgbacken i Helsingfors.
Särkänniemi har sju berg- och dalbanor: Tornado, Trombi, Jet Star, Half Pipe, Forsäventyr (finska: Tukkijoki), som liknar exempelvis Flume ride på Liseberg i Göteborg, MotoGee (Moto Coaster) samt Fartlarven (finska: Vauhtimato, engelska: Speedy Worm).
I framtiden planeras ett hotell och spa med restauranger och vattenupplevelser runt nöjesparken samt nya lägenheter. Det kommer även i framtiden att vara möjligt att resa till området med spårvagn som en del av Tammerfors spårvägar.